# Walk on Water (canção de Eminem)
"Walk on Water" é uma canção do rapper americano Eminem, lançado em 10 de novembro de 2017. Foi lançado como o primeiro single do nono álbum de estúdio de Eminem, Revival. A canção foi produzida por Rick Rubin e Skylar Grey, e apresenta vocais da cantora americana Beyoncé.

## Produção

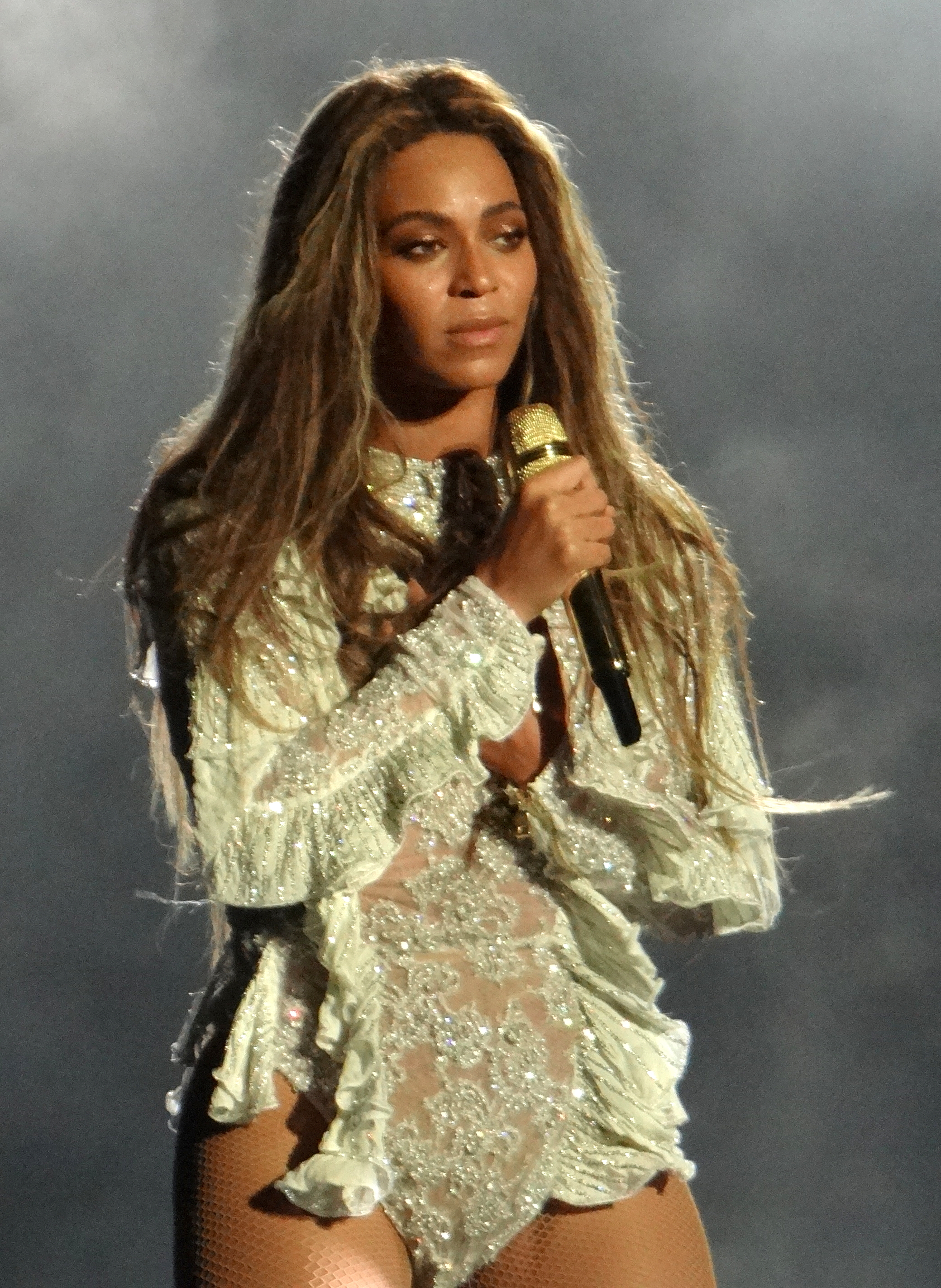
Beyoncé serve como vocalista da canção.

A canção começou como um gancho escrito por Skylar Grey. Eminem encontrou o gancho quando ele estava trabalhando com Rick Rubin e ficou elaborando as letras. Anteriormente Rubin e Eminem haviam discutido o fenômeno do mumble rap, especificamente a frustração de Eminem com sua popularidade dominante, e o gancho serviu como um veículo para a produção. Rubin posteriormente tocou a canção para Jay-Z, que então conseguiu que sua esposa Beyoncé, participasse do refrão. Após a liberação do single, Skylar Grey comentou: "Essa é a música que eu tenho tentado escrever desde os 6 anos. Toda vez que escrevia uma música, eu esperava que fosse bom. Estou realmente orgulhoso de tudo o que criei. Mas essa é única".

## Lançamento e promoção
Em 8 de novembro de 2017, Eminem postou uma foto no Twitter com uma nota de prescrição médica com as palavras "'Walk on Water', caminhe conforme o necessário". Isso causou a especulação de que o primeiro single seria intitulado como "Walk on Water". A nota do médico foi rotulada com o logotipo do Revival. Em 9 de novembro, Paul Rosenberg compartilhou um vídeo no Instagram, que mostrou Trevor, o porta-voz da campanha Revival afirmando que "você poderá 'caminhar na água' com o Revival ao meio dia (EST)", confirmando o lançamento da canção. Um áudio e um vídeo com a letra da música foram carregados no canal do YouTube de Eminem em 10 de novembro de 2017. O videoclipe para canção foi lançado em 23 de dezembro de 2017 no canal do YouTube de Eminem.

## Faixas
| Single no iTunes |                                               |         |  |
| N.º              | Título                                        | Duração |  |
| 1.               | "Walk on Water" (com participação de Beyoncé) | 5:03    |  |